# Pseudarctia ugandensis
Pseudarctia ugandensis là một loài bướm đêm thuộc phân họ Arctiinae, họ Erebidae.